# Odporność
Odporność – stan niepodatności organizmu na działanie niekorzystnych czynników zewnętrznych takich jak brak wody, brak pokarmu, obecność toksyn, pasożytów, mikroorganizmów chorobotwórczych.
W biologii przez odporność rozumie się utrzymywanie stanu równowagi organizmów wielokomórkowych pomiędzy sprawnymi mechanizmami biologicznej obrony przed zakażeniem i stanami chorobowymi, a utrzymywaniem stanu tolerancji, która zapobiega alergii i chorobom autoimmunologicznym.

Szczególnym przypadkiem odporności jest odporność immunologiczna.